# Chajyrakan (kożuun dzun-chiemczicki)
Chajyrakan (ros. Хайыракан) – wieś w Rosji, w Tuwie, w kożuunie dzun-chiemczickim. W 2010 liczyła 1337 mieszkańców.

## Urodzeni
- Czeczen-ooł Mongusz - zapaśnik.